# Evolution (Oleta Adams)
Evolution è un album della cantante statunitense Oleta Adams, pubblicato dall'etichetta discografica Fontana e distribuito dalla PolyGram nel 1993.
L'album, disponibile su long playing, musicassetta e compact disc, è prodotto da Stewart Levine, che cura gli arrangiamenti insieme all'interprete. Vede inoltre la partecipazione di Aaron Zigman.
Dal disco vengono tratti quattro singoli tra il 1993 e l'anno seguente.

## Tracce

### Lato A
1. My Heart Won't Lie
2. Hold Me for a While
3. Don't Let Me Lonely Tonight
4. When Love Comes to the Rescue
5. I Just Had to Hear Your Voice
6. Come When You Call

### Lato B
1. Easier to Say (Goodbye)
2. Lover's Holiday
3. The Day I Stop Loving You
4. New York State of Mind
5. Evolution
6. Window of Hope